# Voluspa Jarpa
Voluspa Jarpa, née en 1971 à Rancagua, est une artiste chilienne qui vit et travaille à Santiago. Ses médiums de prédilection sont la peinture, l'installation et la sculpture.

## Biographie
Voluspa Jarpa est née en 1971 à Rancagua, au Chili.
En 1992, elle obtient un baccalauréat en arts à l'Université du Chili, et continue quelques années plus tard ses études au programme de maîtrise en arts visuels dans la même institution.
Entre 1992 et 1994, en collaboration avec l'artiste Natalia Babarovic, elle réalise une peinture murale intitulée El sitio de Rancagua dans le hall d'entrée de la gare de Rancagua.
À la fin des années 1990 jusqu'au début des années 2000, Voluspa Jarpa et d'autres artistes chiliens participent à la création de Muro Sur Artes Visuales, un espace d'exposition et de diffusion d'art contemporain voué à mettre de l'avant les artistes émergents des années 1990.
Elle expose par la suite son travail dans de nombreux pays d'Amérique, d'Europe et d'Asie. Son œuvre connait particulièrement du succès lors de la 31e Biennale de São Paulo en 2014, la 6e Biennale de La Havane en 1997, la 5e Biennale de Shanghai en 2004 et la 58e Biennale de Venise en 2019.

## Œuvre
À ses débuts, Voluspa Jarpa travaille davantage la peinture, et s'intéresse au statut conceptuel et théorique du médium. Dès lors, à partir d'éléments formels comme la couleur et la composition, ainsi que l'utilisation de supports non conventionnels, comme des couvertures ou des drapeaux, l'artiste se questionne sur les possibilités de la représentation et les limites propres à la peinture. Par la suite, elle développe son style artistique et ne se limite plus uniquement à l'espace pictural traditionnel. Elle commence à s'intéresser aux liens entre la peinture et l'objet, ce qui l'amène à se tourner vers  le médium de l'installation.
Les thèmes de ses œuvres tournent autour du paysage, et plus particulièrement sur les terrains abandonnés au milieu des villes. Les réflexions de l'artiste reposent aussi sur le concept freudien de l'hystérie, qu'elle met en lien avec sa représentation à l'intérieur de l'histoire et l'histoire de l'art au Chili. Jarpa cherche à faire émerger le langage, les mécanismes et les images de l'hystérie, qui se manifeste comme une réaction de négation face à des traumatismes sociaux.
Depuis quelques années, la démarche artistique de Voluspa Jarpa consiste également en une analyse d'archives et de documents ayant fait l'objet d'une fuite, et renfermant des informations tenues secrètes. Elle s'intéresse particulièrement aux politiques d’interventions étrangères des pays occidentaux, et comment celles-ci ont eu un impact majeur sur la mémoire collective et les traumatismes des pays d’Amérique latine.
Plus récemment, l'œuvre de Voluspa Jarpa aborde la construction de l'hégémonie et tente de comprendre comment la vision moderniste, eurocentriste et coloniale est configurée. À travers des documents historiques comme des pamphlets misogynes du XIXe siècle, des publications sur l’hystérie ou des études sur les zoos humains, Jarpa cherche à montrer l'emprise d'un régime hégémonique sur les communautés victimes de répression.
Ses œuvres font partie d’importantes collections, notamment celles du MALBA, Buenos Aires; de la collection Engel, Santiago du Chili ; de la Fondation LARA, Singapour ; de la Fondation Kadist, San Francisco / Paris ; de la collection Rabobank, Eindhoven, Pays-Bas ; du Museo de Artes Visuales, Santiago du Chili ; et du Blanton Museum of Art, Austin, Texas.

## Prix et distinctions
- 2016 : Prix de la Excelencia en la Creación Artística, Pontificia Universidad Católica de Chile, Santiago, Chili
- 2014 : Finaliste au Prix Meurice pour l'art contemporain, Paris, France
- 2012 : Prix Illy Sustain Art, Feria ARCO, Madrid, Espagne
- 2008 : Fondart Bicentenario, creación de excelencia, Consejo Nacional de la Cultura y las Artes, Valparaíso, Chili
- 2000 : 2e place, Grand prix Kunst Rai, Amsterdam, Pays-Bas

## Principales expositions
- 2019 : Altered Views, Pavillon chilien à la 58ᵉ Biennale de Venise
- 2019 : Bianalsur, Riyad et Buenos Aires
- 2019 : exposition collective, Artists & Agents – Performance Art and Secret Services, HMKV, Dortmund, Allemagne
- 2018 : exposition collective, Progress, 12ème Biennale de Shanghai, Chine
- 2018 : exposition collective, Les Arcades : Contemporary Art and Walter Benjamin au Jewish Museum, New York
- 2017-2018 : exposition collective, Parapolitics : La liberté culturelle et la guerre froide dans la Haus der Kulturen der Welt, Berlin
- 2017 : solo, Cuerpo político : archivos públicos y secretos à la galerie Gabriela Mistral de l’Universidad de Chile
- 2017 : solo, En nuestra pequeña región de por acá au MALBA, Buenos Aires
- 2016 : exposition collective, Resistance Performed – Aesthetic Strategies under Repressive Regimes in Latin America, au Migros Museum, Zurich
- 2011 : exposition collective, The No-History´s Library à la 12ᵉ Biennale d'Istanbul, Istanbul, Turquie
- 2010 : solo, L’effet Charcot à la Maison de l’Amérique latine à Paris
- 2009 : solo, Imaginary Construction à la National Library, Lima, Peru